# José Nasazzi
José Nasazzi (Montevideo, 24 mei 1901 – aldaar, 17 juni 1968) was een Uruguayaans voetballer die zijn land aanvoerde bij het wereldkampioenschap voetbal in 1930.

## Biografie
José Nasazzi was de zoon van een Italiaanse vader, een migrant uit Milaan, en een Baskische moeder en werd geboren in de Uruguayaanse stad Montevideo. Hij kreeg tijdens zijn carrière de bijnaam El Gran Mariscal (de grote maarschalk) en won vele prijzen. De Copa América won hij met zijn land Uruguay in 1923, 1924, 1926 en 1935, de Olympische Spelen in 1924 en 1928 en het eerste wereldkampioenschap voetbal van 1930, dat in eigen land werd gehouden. Bij de Copa América van 1923 en 1935 werd Nasazzi uitgeroepen tot beste speler van het toernooi.
Bij het wereldkampioenschap was Nasazzi aanvoerder van zijn team, waarbij ze probleemloos door de poulefase kwamen door Roemenië en Peru te verslaan. In de halve finale versloegen ze Joegoslavië met 6-1, waardoor ze in de finale tegen Argentinië kwamen te staan. In de rust van de finale stond Argentinië met 2-1 voor, maar de stand werd in de tweede helft omgebogen naar een 4-2 winst. Nasazzi was daardoor de eerste die de FIFA-wereldbeker als aanvoerder omhoog mocht houden. Uruguay weigerde om te spelen op het wereldkampioenschap voetbal van 1934, waardoor Nasazzi niet mee kon strijden voor een tweede wereldtitel. In zijn interlandjaren (1923 tot 1937) speelde hij 51 wedstrijden voor het Uruguayaans voetbalelftal, maar scoorde geen enkele keer. Door World Soccer werd Nasazzi op de 75e plaats gezet in een rangschikking van beste voetballers van de 20e eeuw.
In zijn clubcarrière speelde hij voor Lito, Bella Vista en Nacional. Met Nacional werd hij in 1933 en 1934 kampioen van Uruguay in de Primera División.